# Макинчао
Макинчао (исп. Maquinchao) — город и муниципалитет в департаменте Вейнтисинко-де-Майо провинции Рио-Негро (Аргентина), административный центр департамента.

## История
В этих местах проживало большое количество индейцев ещё до кампании, известной в истории Аргентины как «Завоевание пустыни». Покорив эти земли, правительство Аргентины дало индейцам права собственности на землю, и перепись 1895 года гласит, что местные жители «живут в шатрах и занимаются кочевой охотой».
После того, как аргентинским правительством для развития южных территорий в конце XIX века была нанята английская «Argentine Southern Land Company», этнический состав этих мест изменился: здесь стали создаваться ранчо, а в 1913—1916 годах была построена железная дорога. Возле железной дороги возникли магазины для обслуживания поселенцев, и в 1927 году был официально основан населённый пункт.